# Radio (píseň)
Radio je píseň německé industrialmetalové skupiny Rammstein, která vyšla 26. dubna 2019 jako druhý singl z jejich sedmého studiového alba Rammstein. Pojednává o životě v Německé demokratické republice, kde byl poslech západních rozhlasových stanic zakázán.

## Klip
Video režíroval Jörn Heitmann a bylo zveřejněno 26. dubna 2019 v 11.00 středoevropského letního času. Dva dny před vydáním vyšla krátká předpremiéra. Premiéra písně byla na vybraných rozhlasových stanicích již 25. dubna 2019 ve 21:00 středoevropského letního času, klip byl promítán bez zvuku tentýž večer v Berlíně, Kolíně nad Rýnem a Hamburku.Podle médií se jedná o kontroverzní videoklip, který mimo jiné obsahuje scény mladé ženy masturbující s použitím rádia nebo starší ženu kojící rádio, nebo rudě vlající vlajky Evropské unie, jež visí před berlínským výstavištěm Messe Berlin.

## Seznam skladeb
| Pořadí         | Název                      | Délka |
| -------------- | -------------------------- | ----- |
| 1.             | Radio                      | 4:37  |
| 2.             | Radio (Remix by twocolors) | 5:00  |
| Celková délka: | Celková délka:             | 9:37  |